# Clubiona roeweri
Clubiona roeweri là một loài nhện trong họ Clubionidae.
Loài này thuộc chi Clubiona. Clubiona roeweri được Lodovico di Caporiacco miêu tả năm 1940.